# Сакадате (Сибињ)
Сакадате (рум. Săcădate) насеље је у Румунији у округу Сибињ у општини Авриг. Oпштина се налази на надморској висини од 385 m.

## Становништво
Према подацима из 2002. године у насељу је живело 659 становника.

### Попис2002.
| Расподела становништва по националности 2002.‍ | Расподела становништва по националности 2002.‍ | Расподела становништва по националности 2002.‍ | Расподела становништва по националности 2002.‍ | Расподела становништва по националности 2002.‍ |
| --------------------------------------------- | --------------------------------------------- | --------------------------------------------- | --------------------------------------------- | --------------------------------------------- |
|                                               |                                               |                                               |                                               |                                               |
| Румуни                                        | Румуни                                        |                                               | 525                                           | 79,7%                                         |
| Мађари                                        | Мађари                                        |                                               | 128                                           | 19,4%                                         |
| Немци                                         | Немци                                         |                                               | 6                                             | 0,9%                                          |